# Ignác Josef Porges

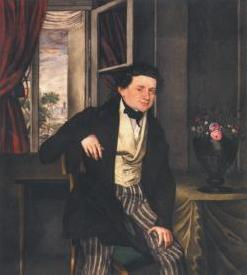
Ignác Josef Porges: Vilem Karel Karpeles (1836)

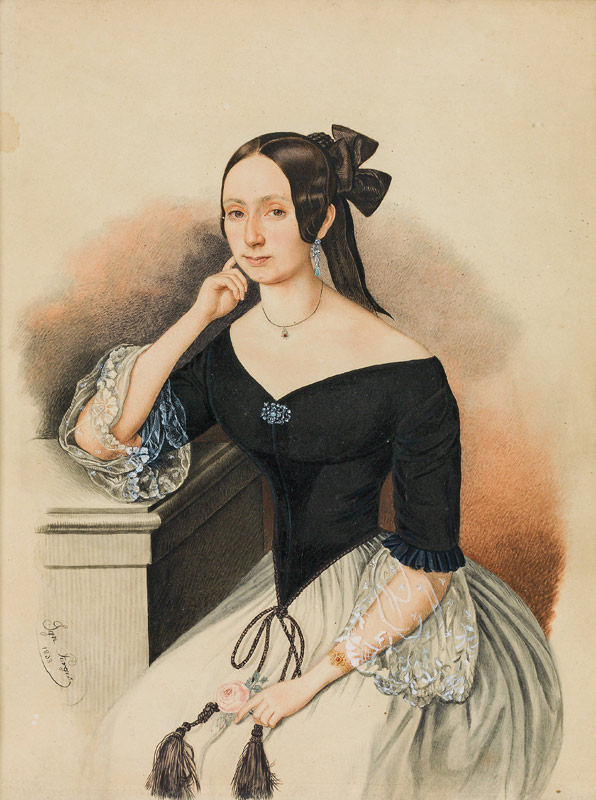
Ignác Josef Porges: Portrét mladé dámy, 1838

Ignác Josef Porges, do roku 1856 Isak Josef Porges, od roku 1873 Ignác Josef Boresch (27. června 1812 Jevíčko – 10. července 1890 Praha) byl český malíř a fotograf.

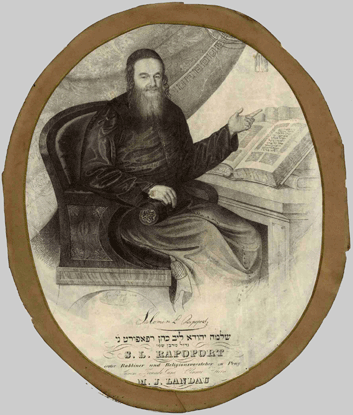
Tisk František Šír (1804–1864), podle Ignáce Josefa Porgese: Solomon Judah Loeb Rapoport (1841)

## Život
Narodil se v Jevíčku jako Isak Josef Porges, toto jméno užíval i během pobytu v Praze, do svého křtu v roce 1856. V letech 1829–1832 studoval malířství na pražské Akademii u Františka Kristiana Waldherra. Působil v Krásné Lípě (pokřtěn 1856), Karlových Varech (1848 zaznamenán jako portrétista a daguerrotypista), Hořicích (1857 zde narozen syn Karel) a v Praze.
V roce svého sňatku (1856) požádal o změnu příjmení, ta mu byla úředně povolena až roku 1873 z Porges na Boresch.
Zemřel v Praze.

### Rodinný život
Dne 5. srpna 1856 byl pokřtěn (jeho nastávající manželka byla katolička) a přijal křestní jméno Ignác (Ignatz) Josef., 18. listopadu téhož roku se v Broumově oženil. Byl ženat s Terezií, rozenou Dittingerovou (1832–1878), se kterou měl šest dětí.

## Dílo
Ignác Porges byl miniaturista a patřil mezi nejlepší české židovské portrétisty. Jeho portréty osobností též byly reprodukovány jako litografie (rakouský císař Ferdinand I. Dobrotivý, pražští rabíni Solomon Judah Loeb Rapoport a Samuel Landau.

## Zajímavost
Karel Poláček vyprávěl v Židovských anekdotách tento příběh:
Předkové Ignáce Porgesa byli také izraelité. Ale Ignác Porges je katolík. Když se přišel nějaký pan Thierfelder ucházet o jeho dceru Vlastu, tu řekl mu pan Porges: „Milý pane Thierfelder, z toho nebude nic. Za prvé jste žid a my křesťani. Za druhé nemáte peníze, a to je u nás židů to hlavní!“
Není zřejmé, zda příběh narážel na život Ignáce Josefa Porgese (který neměl dceru Vlastu) nebo jeho potomků, či zda spisovatel pouze využil častá židovská jména.